# Four Bears Village
Four Bears Village è un census-designated place (CDP) degli Stati Uniti d'America della contea di McKenzie nello Stato del Dakota del Nord. La popolazione era di 517 abitanti al censimento del 2010.

## Geografia fisica
Four Bears Village è situata a 47°58′56″N 102°34′44″W (47.982231, -102.578859).
Secondo lo United States Census Bureau, la città ha una superficie totale di 2,69 km², dei quali 2,69 km² di territorio e 0 km² di acque interne (0% del totale).

## Società

### Evoluzione demografica
Secondo il censimento del 2010, la popolazione era di 517 abitanti.

### Etnie e minoranze straniere
Secondo il censimento del 2010, la composizione etnica del CDP era formata dal 2,13% di bianchi, lo 0% di afroamericani, il 96,32% di nativi americani, lo 0,19% di asiatici, lo 0% di oceanici, lo 0,77% di altre razze, e lo 0,58% di due o più etnie. Ispanici o latinos di qualunque razza erano l'1,93% della popolazione.